# Aureliano Cuenca
Aureliano Cuenca, (Buenos Aires, 16 de junio de 1835 - Ib., 2 de febrero de 1888) fue un militar y político argentino. Fue Diputado Nacional por la Provincia de Córdoba y Jefe de la Policía de la Capital. 

## Biografía
Nació en Buenos Aires el 16 de junio de 1835, hijo de Felipe Cuenca y de Tadea Linares.
Estudió en Córdoba, donde también realizó actividades comerciales. Fue electo, en las elecciones nacionales legislativas de 1870, como Diputado Nacional por la Provincia de Córdoba para el periodo comprendido entre 30 de abril de 1870 - 30 de abril de 1874.
Ingresó al Ejército Argentino como Soldado Voluntario, llegando a ostentar el grado de Coronel. A lo largo de su carrera militar fue designado como Teniente Coronel de Guardias Nacionales, Inspector General de Milicias y Jefe del Batallón 4° de Infantería (actual Regimiento de Infantería Mecanizado 4).
Fue partícipe de las Guerras civiles argentinas, llegando a entrar en batalla en Las Playas en 1863 y Santa Rosa en 1874. Además, participó de diferentes campañas contra los pueblos nativos.
Contrajo matrimonio en 1865 con Juana Francisca Mercedes Juárez Celman, hermana del Presidente Juárez Celman.
Fue designado como Jefe de la Policía de la Capital en 1886, falleciendo en 1888 mientras aún ejercía el cargo.